# Elektrik Üretim
La Elektrik Üretim A.Ş (EÜAŞ) è un'azienda produttrice di energia elettrica turca, la più grande è in Turchia.
È controllato in misura dal governo, e produce e fornisce elettrica in tutto il paese.
EÜAŞ fu fondata dal governo turco nel 2001. Il suo scopo principale fu di pianificare e implementare un piano di energia nazionale che, attraverso la valorizzazione dei prodotti e delle risorse nazionali.
EÜAŞ possiede 15 Centrali termoelettriche (9.113,9 MW), 4 filiali (3.284 MW) e 107 centrale idroelettriche (10.994,7 MW) sotto la sua giurisdizione.
Queste centrali generano il 42,8% dell'elettricità generata dalla Turchia.